# Rudi Sailer
Pour les articles homonymes, voir Sailer.
Rudi Sailer, né le 15 juillet 1944 à Kitzbühel, est un ancien skieur alpin autrichien membre du Kitzbüheler Ski Club.

## Palmarès

### Coupe du monde
- Meilleur résultat au classement général : 19e en 1969
  - 1 victoire : 1 descente

#### Saison par saison
- Coupe du monde 1967 :
  - Classement général : 35e
- Coupe du monde 1968 :
  - Classement général : 32e
- Coupe du monde 1969 :
  - Classement général : 19e
- Coupe du monde 1970 :
  - Classement général : 30e
    - 1 victoire en descente : Chamonix (B)

### Arlberg-Kandahar
- Meilleur résultat : 5e place dans la descente et le combiné 1969 à Sankt Anton